# Lista de membros do elenco de Twilight (série)

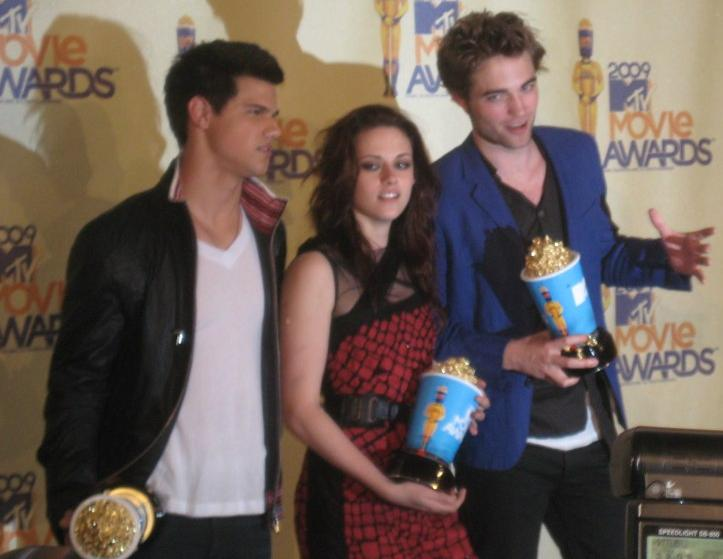
Da esquerda à direira: Taylor Lautner, Kristen Stewart e Robert Pattinson no MTV Movie Awards 2009.

Esta é a lista do elenco da série de filmes Crepúsculo, que são baseados nos livros de Stephenie Meyer. Os principais atores dos filmes são Kristen Stewart como Bella Swan, Robert Pattinson como Edward Cullen e Taylor Lautner como Jacob Black.

## Elenco
| Personagens                 | Filmes                 | Filmes                 | Filmes                  | Filmes                    | Filmes                    |  |
| Personagens                 | Crepúsculo (2008)      | Lua Nova (2009)        | Eclipse (2010)          | Amanhecer: Parte 1 (2011) | Amanhecer: Parte 2 (2012) |  |
| Personagens principais      | Personagens principais | Personagens principais | Personagens principais  | Personagens principais    | Personagens principais    |  |
| --------------------------- | ---------------------- | ---------------------- | ----------------------- | ------------------------- | ------------------------- |  |
| Bella Swan                  | Kristen Stewart        | Kristen Stewart        | Kristen Stewart         | Kristen Stewart           | Kristen Stewart           |  |
| Edward Cullen               | Robert Pattinson       | Robert Pattinson       | Robert Pattinson        | Robert Pattinson          | Robert Pattinson          |  |
| Jacob Black                 | Taylor Lautner         | Taylor Lautner         | Taylor Lautner          | Taylor Lautner            | Taylor Lautner            |  |
| Carlisle Cullen             | Peter Facinelli        | Peter Facinelli        | Peter Facinelli         | Peter Facinelli           | Peter Facinelli           |  |
| Esme Cullen                 | Elizabeth Reaser       | Elizabeth Reaser       | Elizabeth Reaser        | Elizabeth Reaser          | Elizabeth Reaser          |  |
| Alice Cullen                | Ashley Greene          | Ashley Greene          | Ashley Greene           | Ashley Greene             | Ashley Greene             |  |
| Emmett Cullen               | Kellan Lutz            | Kellan Lutz            | Kellan Lutz             | Kellan Lutz               | Kellan Lutz               |  |
| Rosalie Hale                | Nikki Reed             | Nikki Reed             | Nikki Reed              | Nikki Reed                | Nikki Reed                |  |
| Jasper Hale                 | Jackson Rathbone       | Jackson Rathbone       | Jackson Rathbone        | Jackson Rathbone          | Jackson Rathbone          |  |
| Renesmee Cullen             |                        |                        |                         |                           | Mackenzie Foy             |  |
| Clã das amazonas            |                        |                        |                         |                           |                           |  |
| Senna                       |                        |                        |                         | Tracey Huggins            | Tracey Huggins            |  |
| Zafrina                     |                        |                        |                         | Judi Shekoni              | Judi Shekoni              |  |
| Clã Denali                  |                        |                        |                         |                           |                           |  |
| Eleazer                     |                        |                        |                         | Christian Camargo         | Christian Camargo         |  |
| Carmen                      |                        |                        |                         | Mia Maestro               | Mia Maestro               |  |
| Irina                       |                        |                        |                         | Maggie Grace              | Maggie Grace              |  |
| Laurent                     | Edi Gathegi            | Edi Gathegi            |                         |                           |                           |  |
| Kate                        |                        |                        |                         | Casey LaBow               | Casey LaBow               |  |
| Sasha                       |                        |                        |                         | Andrea Powell             | Andrea Powell             |  |
| Tanya                       |                        |                        |                         | MyAnna Buring             | MyAnna Buring             |  |
| Clã egípcio                 |                        |                        |                         |                           |                           |  |
| Amun                        |                        |                        |                         | Omar Metwally             | Omar Metwally             |  |
| Kebi                        |                        |                        |                         | Andrea Gabriel            | Andrea Gabriel            |  |
| Benjamin                    |                        |                        |                         | Rami Malek                | Rami Malek                |  |
| Tia                         |                        |                        |                         | Angela Sarafyan           | Angela Sarafyan           |  |
| Clã irlandês                |                        |                        |                         |                           |                           |  |
| Maggie                      |                        |                        |                         | Marlane Barnes            | Marlane Barnes            |  |
| Siobhan                     |                        |                        |                         | Lisa Howard               | Lisa Howard               |  |
| Liam                        |                        |                        |                         | Patrick Brennan           | Patrick Brennan           |  |
| Clã romeno                  |                        |                        |                         |                           |                           |  |
| Stefan                      |                        |                        |                         | Guri Weinberg             | Guri Weinberg             |  |
| Vladimir                    |                        |                        |                         | Noel Fisher               | Noel Fisher               |  |
| Volturi                     |                        |                        |                         |                           |                           |  |
| Aro                         |                        | Michael Sheen          |                         | Michael Sheen             | Michael Sheen             |  |
| Caius                       |                        | Jamie Campbell Bower   |                         | Jamie Campbell Bower      | Jamie Campbell Bower      |  |
| Marcus                      |                        | Christopher Heyerdahl  |                         | Christopher Heyerdahl     | Christopher Heyerdahl     |  |
| Alec                        |                        | Cameron Bright         | Cameron Bright          | Cameron Bright            | Cameron Bright            |  |
| Demetri                     |                        | Charlie Bewley         | Charlie Bewley          | Charlie Bewley            | Charlie Bewley            |  |
| Felix                       |                        | Daniel Cudmore         | Daniel Cudmore          | Daniel Cudmore            | Daniel Cudmore            |  |
| Heidi                       |                        | Noot Seear             |                         | Noot Seear                | Noot Seear                |  |
| Jane                        |                        | Dakota Fanning         | Dakota Fanning          | Dakota Fanning            | Dakota Fanning            |  |
| Santiago                    |                        |                        |                         | Lateef Crowder            | Lateef Crowder            |  |
| Nômades americanos          |                        |                        |                         |                           |                           |  |
| Garrett                     |                        |                        |                         | Lee Pace                  | Lee Pace                  |  |
| James                       | Cam Gigandet           |                        |                         |                           |                           |  |
| Victoria                    | Rachelle Lefevre       | Rachelle Lefevre       | Bryce Dallas Howard     |                           |                           |  |
| Mary                        |                        |                        |                         | Toni Trucks               | Toni Trucks               |  |
| Peter                       |                        |                        |                         | Erik Odom                 | Erik Odom                 |  |
| Charlotte                   |                        |                        |                         | Valorie Curry             | Valorie Curry             |  |
| Randall                     |                        |                        |                         | Bill Tangradi             | Bill Tangradi             |  |
| Nômades europeus            |                        |                        |                         |                           |                           |  |
| Alistair                    |                        |                        |                         | Joe Anderson              | Joe Anderson              |  |
| Outros vampiros             |                        |                        |                         |                           |                           |  |
| Bree Tanner                 |                        |                        | Jodelle Ferland         | Jodelle Ferland           |                           |  |
| Homem Frio                  |                        |                        | Peter Murphy            | Peter Murphy              |                           |  |
| Mulher Fria                 |                        |                        | Monique Ganderton       | Monique Ganderton         |                           |  |
| Lucy                        |                        |                        | Kirsten Prout           | Kirsten Prout             |                           |  |
| Maria                       |                        |                        | Catalina Sandino Moreno | Catalina Sandino Moreno   |                           |  |
| Nettie                      |                        |                        | Leah Gibson             | Leah Gibson               |                           |  |
| Riley Biers                 |                        |                        | Xavier Samuel           | Xavier Samuel             |                           |  |
| Híbridos                    |                        |                        |                         |                           |                           |  |
| Nahuel                      |                        |                        |                         | J.D. Pardo                | J.D. Pardo                |  |
| Lobisomens/Transfiguradores |                        |                        |                         |                           |                           |  |
| Sam Uley                    | Solomon Trimble        | Chaske Spencer         | Chaske Spencer          | Chaske Spencer            | Chaske Spencer            |  |
| Quil Ateara                 |                        | Tyson Houseman         | Tyson Houseman          | Tyson Houseman            | Tyson Houseman            |  |
| Embry Call                  | Krys Hyatt             | Kiowa Gordon           | Kiowa Gordon            | Kiowa Gordon              | Kiowa Gordon              |  |
| Paul                        |                        | Alex Meraz             | Alex Meraz              | Alex Meraz                | Alex Meraz                |  |
| Jared                       |                        | Bronson Pelletier      | Bronson Pelletier       | Bronson Pelletier         | Bronson Pelletier         |  |
| Leah Clearwater             |                        |                        | Julia Jones             | Julia Jones               | Julia Jones               |  |
| Seth Clearwater             |                        |                        | Boo Boo Stewart         | Boo Boo Stewart           | Boo Boo Stewart           |  |
| Taha Aki                    |                        |                        | Byron Chief-Moon        |                           |                           |  |
| Humanos                     |                        |                        |                         |                           |                           |  |
| Charlie Swan                | Billy Burke            | Billy Burke            | Billy Burke             | Billy Burke               | Billy Burke               |  |
| Renée Dwyer                 | Sarah Clarke           |                        | Sarah Clarke            |                           |                           |  |
| Harry Clearwater            |                        | Graham Greene          |                         |                           |                           |  |
| Billy Black                 | Gil Birmingham         | Gil Birmingham         | Gil Birmingham          | Gil Birmingham            | Gil Birmingham            |  |
| Tyler Crowley               | Gregory Tyree Boyce    |                        |                         |                           |                           |  |
| Jessica Stanley             | Anna Kendrick          | Anna Kendrick          | Anna Kendrick           | Anna Kendrick             | Anna Kendrick             |  |
| Mike Newton                 | Michael Welch          | Michael Welch          | Michael Welch           | Michael Welch             | Michael Welch             |  |
| Angela Weber                | Christian Serratos     | Christian Serratos     | Christian Serratos      | Christian Serratos        | Christian Serratos        |  |
| Eric Yorkie                 | Justin Chon            | Justin Chon            | Justin Chon             | Justin Chon               | Justin Chon               |  |
| Emily Young                 |                        | Tinsel Korey           | Tinsel Korey            | Tinsel Korey              | Tinsel Korey              |  |
| Sue Clearwater              |                        |                        | Alex Rice               |                           |                           |  |
| Phill Dwyer                 | Matt Bushell           |                        |                         | colspan="2" Ty Olsson     |                           |  |
| Sr. Molina                  | José Zúñiga            |                        |                         |                           |                           |  |
| Gianna                      |                        | Justine Wachsberger    |                         |                           |                           |  |
| Royce King II               |                        |                        | Jack Huston             |                           |                           |  |
| John                        |                        |                        | Ben Geldreich           |                           |                           |  |
| Waylon Forge                | Ned Bellamy            |                        |                         |                           |                           |  |
| Cora                        | Ayanna Berkshire       |                        |                         |                           |                           |  |
| Shelly Cope                 | Trish Egan             |                        |                         |                           |                           |  |
| J. Jenks                    |                        |                        |                         |                           |                           |  |